# Indigofera emarginata
Indigofera emarginata är en ärtväxtart som beskrevs av Y.Y.Fang och Chao Zong Zheng. Indigofera emarginata ingår i släktet indigosläktet, och familjen ärtväxter. Inga underarter finns listade i Catalogue of Life.